# Leucogaster
Leucogaster R. Hesse (białobrzuszek) – rodzaj grzybów z rodziny naziemkowatych (Albatrellaceae). W Polsce występuje jeden gatunek.

## Systematyka i nazewnictwo
Pozycja w klasyfikacji według Index Fungorum: Albatrellaceae, Russulales, Incertae sedis, Agaricomycetes, Agaricomycotina, Basidiomycota, Fungi.
Polską nazwę nadał Władysław Wojewoda w 2003 r.
Gatunki:
- Leucogaster anomalus (Peck) Zeller & C.W. Dodge 1924
- Leucogaster araneosus Zeller & C.W. Dodge 1924
- Leucogaster badius Mattir. 1903
- Leucogaster braunii Rick 1934
- Leucogaster bucholtzii Mattir. 1900
- Leucogaster candidus (Harkn.) Fogel 1979
- Leucogaster carolinianus Coker & Couch 1928
- Leucogaster citrinus (Harkn.) Zeller & C.W. Dodge 1924
- Leucogaster floccosus R. Hesse 1889
- Leucogaster foveolatus (Harkn.) Zeller & C.W. Dodge 1924
- Leucogaster fragrans Mattir. 1900
- Leucogaster fulvimaculosus Zeller & C.W. Dodge 1924
- Leucogaster globosus Velen. 1939
- Leucogaster levisporus Zeller 1941[3]
- Leucogaster liosporus R. Hesse 1882 – białobrzuszek brodawkowanozarodnikowy
- Leucogaster longisterigmatus Zeller 1947
- Leucogaster luteomaculatus Zeller & C.W. Dodge 1924
- Leucogaster magnatus Zeller 1941,
- Leucogaster meridionalis G.W. Beaton, Pegler & T.W.K. Young 1985
- Leucogaster minutus Velen. 1939
- Leucogaster nudus (Hazsl.) Hollós 1908
- Leucogaster odoratus (Harkn.) Zeller & C.W. Dodge 1924
- Leucogaster rubescens Zeller & C.W. Dodge 1924
- Leucogaster rudensteineri Velen. 1922
- Leucogaster tozzianus (Cavara & Sacc.) Mattir. ex Zeller & C.W. Dodge 1924

Nazwy naukowe na podstawie Index Fungorum. Nazwy polskie według Władysława Wojewody.